# Апрелєвка (станція)
Апре́лєвка (рос. Апрелевка) — проміжна залізнична станція 2-го класу Київського напрямку Московської залізниці. Розташована в однойменному місті Московської області. Входить до складу Московсько-Смоленського центру організації роботи залізничних станцій ДЦС-3 Московської дирекції управління рухом.

## Історія
27 вересня 1899 року відкритий пристанок під назвою Апрелєвка Московсько-Київсько-Воронезької залізниці. Назва станції походить від садиби Апрелєвка, що належала письменнику Миколі Златовратському (1845—1911). Садиба, в свою чергу, названа за назвою річки Апрелєвки. Річка позначена на мапі з 1850 року. Назва річки не пов'язана з місяцем квітнем (рос. апрель), а походить від дієслова «опрѣть» у значенні «сиріти», «мокнути».

## Пасажирське сполучення
Станція є кінцевою для електропоїздів Москва — Апрелєвка, а також для електропоїздів моторвагонного депо «Апрелєвка» у напрямку Калуги та Великого кільця Московської залізниці до станцій Дєтково й Поварово II.
На станції — 2 острівні високі платформи та 6 колій. Входить до 5-ї тарифної зони. Час в дорозі до Київського вокзалу Москви — близько 50 хвилин.
Станція не облаштована турнікетами.